# Municipio de Marion (condado de Lee, Illinois)
El municipio de Marion (en inglés: Marion Township) es un municipio ubicado en el condado de Lee en el estado estadounidense de Illinois. En el año 2010 tenía una población de 232 habitantes y una densidad poblacional de 2,51 personas por km².

## Geografía
Según la Oficina del Censo de los Estados Unidos, el municipio tiene una superficie total de 92.32 km², de la cual 92,27 km² corresponden a tierra firme y (0,05 %) 0,05 km² es agua.

## Demografía
Según el censo de 2010, había 232 personas residiendo en el municipio de Marion. La densidad de población era de 2,51 hab./km². De los 232 habitantes, el municipio de Marion estaba compuesto por el 97,41 % blancos, el 0,86 % eran de otras razas y el 1,72 % eran de una mezcla de razas. Del total de la población el 4,31 % eran hispanos o latinos de cualquier raza.